# Rubria (cràter)
Rubria és un cràter amb coordenades planetocèntriques de -6.3 ° de latitud nord i 169.51 ° de longitud est, sobre la superfície de l'asteroide del cinturó principal (4) Vesta. Fa 10.27 km de diàmetre. El nom adoptat com a oficial per la UAI el 28 de febrer de 2012 fa referència a Rubria, verge vestal romana.